# Metastabilitet
Metastabil er en betegnelse for et system, som befinder sig i en tilstand, som kan henfalde til en anden tilstand med lavere energiniveau. En metastabil tilstands energiniveau er derfor et lokalt minimum (i modsætning til et globalt minimum). Systemet kan enten henfalde spontant eller ved ydre påvirkning. Begrebet anvendes ofte til beskrivelse af fysiske og kemiske systemer. Eksempelvis er virkemåden af en typisk laser, at atomer eksiteres til en metastabil tilstand, hvorfra de henfalder ved udsendelse af fotoner.